# Galatasaray Spor Kulübü 2013-2014 (pallavolo maschile)
Questa voce raccoglie le informazioni riguardanti il Galatasaray Spor Kulübü nelle competizioni ufficiali della stagione 2013-2014.

## Organigramma societario
Area direttiva
- Presidente: Ünal Aysal

Area tecnica
- Allenatore: Ahmet Arığ
- Allenatore in seconda: Umut Uysal

## Rosa
| N° | Nome                 | Ruolo | Data di nascita   | Nazionalità sportiva |
| -- | -------------------- | ----- | ----------------- | -------------------- |
| 1  | Oğuzhan Tarakçı      | O     | 23 aprile 1993    | Turchia              |
| 2  | Ahmed Abdalla        | P     | 10 ottobre 1983   | Egitto               |
| 3  | Melih Sıratça        | S     | 12 febbraio 1996  | Turchia              |
| 4  | Ahmed Abdelhay       | O     | 19 agosto 1984    | Egitto               |
| 5  | Berkay Özdemir       | P     | 14 gennaio 1994   | Turchia              |
| 6  | Yasin Aydın          | S     | 11 luglio 1995    | Turchia              |
| 7  | Sinan Tanık          | S     | 19 giugno 1980    | Turchia              |
| 8  | Onurcan Çakır        | L     | 27 settembre 1995 | Turchia              |
| 9  | Muhammet Ertuğrul    | C     | 8 dicembre 1989   | Turchia              |
| 10 | Boğaçhan Zambak      | P     | 28 febbraio 1994  | Turchia              |
| 11 | İbrahim Emet         | C     | 15 gennaio 1986   | Turchia              |
| 12 | Henry Bell           | S     | 7 luglio 1981     | Cuba                 |
| 13 | Martin Sopko         | S     | 30 gennaio 1982   | Slovacchia           |
| 15 | Cansın Hacıbekiroğlu | C     | 12 luglio 1987    | Turchia              |
| 16 | Ferhat Akdeniz       | C     | 26 ottobre 1986   | Turchia              |
| 17 | Fırat Filiz          | S     | 29 ottobre 1988   | Turchia              |
| 18 | Mehmet Özbek         | L     | 11 luglio 1984    | Turchia              |

## Statistiche

### Statistiche di squadra
| Competizione     | Punti | In casa | In casa | In casa | In trasferta | In trasferta | In trasferta | Totale | Totale | Totale |
| Competizione     | Punti | G       | V       | P       | G            | V            | P            | G      | V      | P      |
| ---------------- | ----- | ------- | ------- | ------- | ------------ | ------------ | ------------ | ------ | ------ | ------ |
| Voleybol 1. Ligi | 38,9  | 12      | 7       | 5       | 12           | 6            | 6            | 24     | 13     | 11     |
| Coppa di Turchia | -     | 1       | 1       | 0       | 1            | 0            | 1            | 2      | 1      | 1      |
| Champions League | 2     | 3       | 1       | 2       | 3            | 0            | 3            | 6      | 1      | 5      |
| Totale           | -     | 16      | 9       | 7       | 16           | 6            | 10           | 32     | 15     | 17     |

G = partite giocate; V = partite vinte; P = partite perse

### Statistiche dei giocatori
| Giocatore        | Voleybol 1. Ligi | Voleybol 1. Ligi | Voleybol 1. Ligi | Voleybol 1. Ligi | Voleybol 1. Ligi | Coppa di Turchia | Coppa di Turchia | Coppa di Turchia | Coppa di Turchia | Coppa di Turchia | Champions League | Champions League | Champions League | Champions League | Champions League | Totale | Totale | Totale | Totale | Totale |
| Giocatore        | P                | PT               | AV               | MV               | BV               | P                | PT               | AV               | MV               | BV               | P                | PT               | AV               | MV               | BV               | P      | PT     | AV     | MV     | BV     |
| ---------------- | ---------------- | ---------------- | ---------------- | ---------------- | ---------------- | ---------------- | ---------------- | ---------------- | ---------------- | ---------------- | ---------------- | ---------------- | ---------------- | ---------------- | ---------------- | ------ | ------ | ------ | ------ | ------ |
| A. Abdalla       | 24               | 115              | 51               | 18               | 46               | 2                | 17               | 7                | 1                | 9                | 6                | 48               | 35               | 5                | 8                | 32     | 180    | 93     | 24     | 63     |
| A. Abdelhay      | 23               | 410              | 354              | 24               | 32               | 2                | 41               | 34               | 4                | 3                | 5                | 77               | 64               | 2                | 11               | 30     | 528    | 452    | 30     | 46     |
| F. Akdeniz       | 20               | 51               | 37               | 13               | 1                | 1                | 0                | 0                | 0                | 0                | 6                | 22               | 16               | 5                | 1                | 27     | 73     | 53     | 18     | 2      |
| Y. Aydın         | 15               | 18               | 16               | 0                | 2                | 2                | 4                | 4                | 0                | 0                | 6                | 19               | 12               | 4                | 3                | 23     | 41     | 32     | 4      | 5      |
| H. Bell          | 7                | 46               | 38               | 7                | 1                | 1                | 1                | 1                | 0                | 0                | 3                | 25               | 21               | 4                | 0                | 11     | 72     | 60     | 11     | 1      |
| O. Çakır         | 2                | 0                | 0                | 0                | 0                | -                | -                | -                | -                | -                | 1                | 0                | 0                | 0                | 0                | 3      | 0      | 0      | 0      | 0      |
| İ. Emet          | 24               | 153              | 109              | 39               | 5                | 2                | 25               | 20               | 5                | 0                | 3                | 32               | 25               | 7                | 0                | 29     | 210    | 154    | 51     | 5      |
| M. Ertuğrul      | 22               | 115              | 72               | 32               | 11               | 2                | 17               | 9                | 7                | 1                | 6                | 6                | 6                | 0                | 0                | 30     | 138    | 87     | 39     | 12     |
| F. Filiz         | 22               | 156              | 127              | 21               | 8                | 2                | 20               | 19               | 1                | 0                | 5                | 34               | 31               | 1                | 2                | 29     | 210    | 177    | 23     | 10     |
| C. Hacıbekiroğlu | 13               | 62               | 47               | 15               | 0                | 0                | 0                | 0                | 0                | 0                | 3                | 14               | 11               | 3                | 0                | 16     | 76     | 58     | 18     | 0      |
| M. Özbek         | 24               | 0                | 0                | 0                | 0                | 2                | 0                | 0                | 0                | 0                | 6                | 0                | 0                | 0                | 0                | 32     | 0      | 0      | 0      | 0      |
| B. Özdemir       | 1                | 0                | 0                | 0                | 0                | -                | -                | -                | -                | -                | -                | -                | -                | -                | -                | 1      | 0      | 0      | 0      | 0      |
| M. Sıratça       | 2                | 2                | 2                | 0                | 0                | 2                | 6                | 2                | 4                | 0                | 1                | 0                | 0                | 0                | 0                | 5      | 8      | 4      | 4      | 0      |
| M. Sopko         | 11               | 98               | 79               | 5                | 14               | 1                | 8                | 7                | 0                | 1                | -                | -                | -                | -                | -                | 12     | 106    | 86     | 5      | 15     |
| S. Tanık         | 24               | 167              | 146              | 12               | 9                | 2                | 11               | 8                | 2                | 1                | 6                | 35               | 31               | 3                | 1                | 32     | 213    | 185    | 17     | 11     |
| O. Tarakçı       | 0                | 0                | 0                | 0                | 0                | -                | -                | -                | -                | -                | -                | -                | -                | -                | -                | 0      | 0      | 0      | 0      | 0      |
| B. Zambak        | 20               | 1                | 0                | 0                | 1                | 1                | 0                | 0                | 0                | 0                | 5                | 1                | 0                | 0                | 1                | 26     | 2      | 0      | 0      | 2      |

P = presenze; PT = punti totali; AV = attacchi vincenti; MV = muri vincenti; BV = battute vincenti